# 努納福特地區旗
努納福特地區旗是加拿大努納福特地區的官方旗幟，於1999年4月1日（即努納福特地區成立當日）開始使用。旗幟左側為黃色，右側為白色，中央是一個紅色因努伊特石堆，右上有一顆藍色五角星。藍色和黃色代表陸地、海洋和天空所帶來的財富，紅色則代表加拿大。旗幟中部的因努伊特石堆是因努伊特人為了指引方向或標識地點而豎立的地標，右上的藍星則象徵當地居民的傳統導航指標北極星（Niqirtsuituq），代表因努伊特社區長老的領導地位。

## 歷史
在努納福特地區成立之前，努納福特執行委員會率先於1995年成立代表物委員會，以便進行區旗和區徽的設計工序。代表物委員會走訪了努納福特地區擬定轄界内數處聚落，諮詢居民意見並瞭解當地文化。代表物委員會從1997年5月至1998年2月間舉行區旗和區徽設計比賽，從全國各地收集逾五百份區旗設計。在當地原住民長老和藝術家的協助下，代表物委員會於1998年4月選出十份入圍區旗設計，再從該批入圍作品中抽取元素，擬定五份區旗設計草稿。
努納福特執行委員會於1998年6月25日從該五份草稿中選出區旗設計最後定案；當地藝術家安德魯·卡皮克（Andrew Qappik）其後前往渥太華與加拿大紋章局人員落實區旗設計的細節，經此修訂後的區旗設計於同年9月獲執行委員會通過。區旗設計於同年10月獲時任加拿大總督羅密歐·勒布朗（Romeo Leblanc）批准，而執行委員會則於同年11月23日宣佈區旗設計獲女王伊利沙伯二世御准。區旗設計其後一直保密，直至1999年4月1日的努納福特地區成立典禮上才首度對外公佈；這面旗幟於當日正式成為努納福特的區旗。